# Granville (Vermont)
Granville est une ville située dans le comté d'Addison, dans l'État du Vermont, aux États-Unis.

## Source
- (en) Cet article est partiellement ou en totalité issu de l’article de Wikipédia en anglais intitulé « Granville, Vermont » (voir la liste des auteurs).